# 锡沃斯许滕
锡沃斯许滕是德国石勒苏益格－荷尔斯泰因州的一个市镇。总面积7.07平方公里，总人口1180人，其中男性575人，女性605人（2011年12月31日），人口密度167人/平方公里。

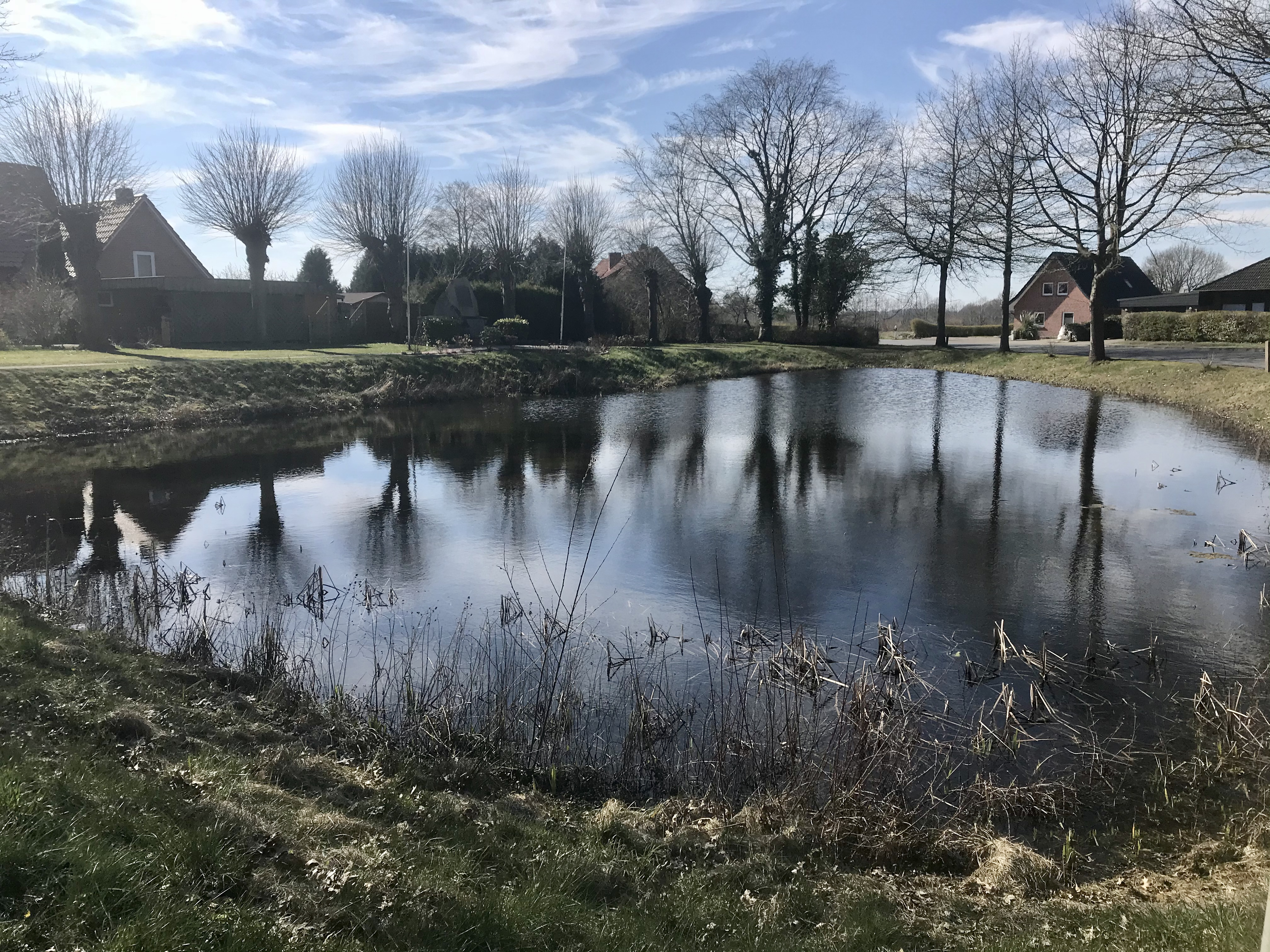
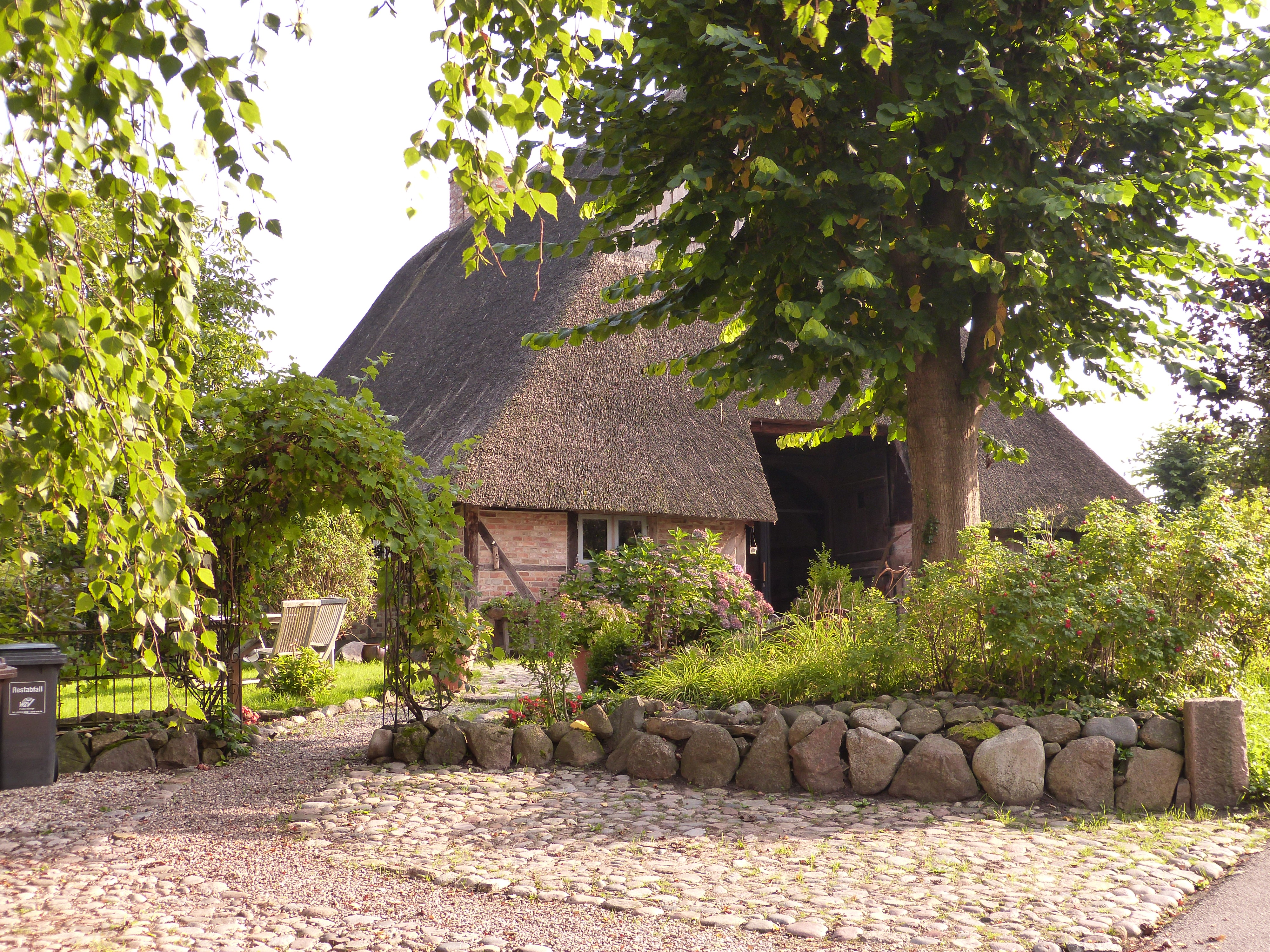